# 荔枝FM
荔枝（原荔枝FM，NASDAQ：LIZI），隶属于中国大陆的广州荔支网络技术有限公司，是中国用户生成内容音频社区。2020年1月17日，在纳斯达克挂牌上市，股票代码为NASDAQ：LIZI。

## 历史
- 2013年，荔枝软件上线，用户用手机就能注册账户和录制、上传音頻节目。[3]
- 至2017年，其宣称用户数破一亿[3]。